# Бойченко, Вячеслав Александрович
Вячеслав Александрович Бойченко (ноябрь 1926, Киев — 29 декабря 1968, Киев) — украинский советский партийный и комсомольский деятель, 2-й секретарь Киевского горкома КПУ. Член Ревизионной Комиссии КПУ в 1966 — декабре 1968 года. Кандидат исторических наук.

## Биография
Родился в семье известного комсомольского деятеля и писателя Александра Бойченко.
В 1941 году семья была эвакуирована в восточные районы СССР.
Трудовую деятельность начал в 15-летнем возрасте. Работал трактористом Караманской машинно-тракторной станции (МТС) Саратовской области РСФСР, был курсантом специальной школы Военно-воздушных сил СССР.
Член ВКП (б) с 1951 года.
В 1951 году окончил Киевский государственный университет имени Тараса Шевченко. Продолжил обучение в аспирантуре университета и защитил кандидатскую диссертацию на ученую степень кандидата исторических наук. После окончания аспирантуры работал старшим преподавателем Высшей партийной школы при ЦК КПУ.
С 1954 года — 1-й секретарь Киевского городского комитета ЛКСМУ.
С 1960 года — на партийной работе. В 1960—1961 годах — 1-й секретарь Шевченковского районного комитета КПУ города Киева.
20 июля 1961 — 7 января 1963 года — секретарь Киевского областного комитета КПУ. 9 января 1963 — 7 декабря 1964 года — секретарь Киевского промышленного областного комитета КПУ по идеологии.
В декабре 1964 — 29 декабря 1968 — 2-й секретарь Киевского городского комитета КПУ.
Скончался 29 декабря 1968 года, похоронен на Байковом кладбище рядом с могилой отца.

## Награды
- орден Трудового Красного Знамени
- орден «Знак Почета»
- медали